# Per Daniel Sjödin
Per Daniel Sjödin, född 19 april 1788 i Njurunda socken, död 25 maj 1855 i Fornåsa socken, var en svensk präst.

## Biografi
Per Daniel Sjödin föddes 1788 i Njurunda socken. Han var son till kammarskrivaren Olof Sjödin och Maria Biörklund i Hudiksvall. Sjödin studerade i Härnösand och blev höstterminen 1807 student vid Uppsala universitet, där han tillhörde Medelpado-Jämtländska nation. Han blev höstterminen 1810 student vid Lunds universitet, där han tillhörde Norrlands nation, och blev 17 februari 1813 infödingsrätt i Linköping. Sjödin prästvigdes 25 april 1813 och blev 25 januari 1820 predikant vid Arbets- och Corrections-Inrättning i Vadstena, där han tillträdde direkt. Han var samtidigt hospitalspredikant i Vadstena från den 6 april 1820. Den 23 mars 1826 tog avlade han pastoralexamen och blev 12 mars 1831 kyrkoherde i Fornåsa församling med tillträde 1832. Sjödin blev 17 december 1851 prost. Han avled 1855 i Fornåsa socken och begravdes i Lönsås.

### Familj
Sjödin gifte sig 1 oktober 1826 med Maria Catharina Malmberg (1794–1868). Hon var dotter till borgaren Sven Malmberg och Johanna Gustava Bromander. De fick tillsammans barnen Maria Gustava Carolina (1827–1827), Petronella Olivia Catharina, Fredrik Hampus Rudolf (1831–1911) och Conrad Daniel.